# Gastrostomía
Se denomina gastrostomía o gastrostomía endoscópica percutánea (más conocida por sus siglas en inglés: PEG) a una intervención quirúrgica que consiste en la apertura de un orificio en la pared anterior del abdomen para introducir una sonda de alimentación en el estómago. Es un método seguro que se considera de elección en situaciones de nutrición enteral prolongada, ya que previene las complicaciones más habituales de la sonda nasogástrica (obstrucción, recambios frecuentes, imposibilidad de colocación por estenosis esofágica...). Es de fácil manejo, lo que permite su uso en pacientes ambulatorios por parte de cuidadores no calificados.